# 지시사
지시사(指示詞, 영어: demonstrative) 또는 지시어(指示語)는 화자의 지점과 상황을 바탕으로 사물을 가리키는 기능을 갖는 말이며, 특히 대명사나 한정사로 쓰인다. 한국어의 「이」「저」와 영어의 this, that 따위는 전형적인 지시사이다. 

## 지시사의 쓰임새
지시사는 원근에 따라 쓰임이 나뉜다.
- 화자로부터 가까운가 먼가.
- 화자로부터 가까운가, 먼가, 그 사이인가.
- 화자로부터 가까운가, 청자로부터 가까운가, 화자에게도 청자에게도 가깝지 않은가.
- 화자에게 가까운가, 청자에게 가까운가, 제3자에게 가까운가, 누구에게도 가깝지 않은가.

또한, 거리 이외의 다음과 같은 직시적 정보에 따라 쓰임이 나뉘는 언어도 있다.
- 시야에 들어 있는가 아닌가.
- 위에 있는가 아래에 있는가.
- 상류인가 하류인가, 산정인가 기슭인가 따위의 지리적 정보.
- 다가오고 있는가 멀어지고 있는가, 가로지는가 따위의 움직임의 정보.

더욱이, 직시적 정보 이외에도 다음과 같은 지시물의 성질에 따라 쓰임이 나뉜다.
- 장소를 가리키는가 사물을 가리키는가.
- 유정물인가 무정물인가.
- 인간인가 아닌가.
- 성별이 어떤가.
- 수가 어떤가.
- 명확한 윤곽을 가진 것인가 아닌가.

## 한국어의 지시사
한국어의 지시사는 일반적으로 이-그-저의 3계열이다. 「이-」는 화자 근칭, 「그-」는 청자 근칭, 「저-」는 원칭이라고 불린다. 이런 3계열 구분을 따르는 언어로는 한국어 말고도 일본어, 핀란드어, 라틴어, 스페인어, 이탈리아어, 포르투갈어, 세르보크로아트어, 아르메니아어, 바스크어, 벵골어 등이 있다.
|           | 사물     | 처소       |
| --------- | -------- | ---------- |
| 화자 근칭 | 이, 이것 | 이곳, 여기 |
| 청자 근칭 | 그, 그것 | 그곳, 거기 |
| 원칭      | 저, 저것 | 저곳, 저기 |
| 의문      | 무엇     | 어디       |

## 참고 문헌
- Diessel, Holger. 1999. Demonstratives: form, function, and grammaticalization. Amsterdam/Philadelphia: John Benjamins.

## 같이 보기
- 대명사
- 한정사